# Кранец, Наци
Наци Пайлин Кранец (словен. Naci Pajlin Kranjec), урождённый Игнац Краньец (венг. Krányecz Ignác; 1916—1945) — югославский словенский поэт венгерского происхождения, партизан Народно-освободительной войны Югославии.

## Биография
Родился в венгерской семье. Брат поэта Мишко Кранца, сын Михаила Кранца и Марии Пуцко. Изучал право в университете, был помощником редактора журнала «Юный Прекмурец» (словен. Mladi Prekmurec). За свои коммунистические убеждения арестовывался в Югославии. С 1941 года член партизанских отрядов. Попал в концлагерь Дахау, где и был замучен до смерти. Единственная изданная им книга — сборник стихов «Потому что я человек» (словен. Ker sem človek).